# Mników (województwo dolnośląskie)
Mników – wieś w Polsce położona w województwie dolnośląskim, w powiecie strzelińskim, w gminie Przeworno.
W latach 1975–1998 miejscowość administracyjnie należała do województwa wałbrzyskiego.

## Demografia
Według Narodowego Spisu Powszechnego (III 2011 r.) liczył 41 mieszkańców. Jest najmniejszą miejscowością gminy Przeworno.